# یونیسون
یونیسون (بلاروسی: Юнісон، روسی: Юнисон) یک شرکت خودروسازی در بلاروس است که ایران خودرو ۴۲٪ از سهام آن را در اختیار دارد. این شرکت در مینسک است و سمند تولید می‌کند. یونیسون در سال ۱۳۸۵ آغاز به کار کرده‌است و دروازه صادرات ایران خودرو به شرق اروپا محسوب می‌شود.